# ولس‌ویل
ولس‌ویل (انگلیسی: Wellsville, Ohio) روستایی در شهرستان کلمبیانا، اوهایو در کنار رود اوهایو است که مطابق سرشماری ۲۰۲۰ ایالات متحده آمریکا، ۳٬۱۱۳ جمعیت دارد. این روستا در ۲۶ کیلومتری شمال استوبنویل و ۵۵ کیلومتری جنوب یانگزتاون واقع شده‌است و در دوران اوج رونق خود، مرکز صنایع حمل و نقل بود (از طریق پایانه‌های ریلی در راه‌آهن پنسیلوانیا و نیز اسکله‌هایش در رودخانه اوهایو) و همچنین از مراکز سفالگری و سرامیک محسوب می‌شد.